# Astragalus gompholobium
Astragalus gompholobium es una especie de planta del género Astragalus, de la familia de las leguminosas, orden Fabales.

## Distribución
Astragalus gompholobium se distribuye por Irán, Afganistán y Pakistán.

## Taxonomía
Fue descrita científicamente por Benth. ex Bunge. Fue publicada en Mém. Acad. Imp. Sci. Saint Pétersbourg, Sér. 7, 11(16): 39 (1868).